# رويسات البلوط
رويسات البلوط هي إحدى القرى اللبنانية من قرى قضاء بعبدا في محافظة جبل لبنان.